# 어수선
어수선은 대한민국의 텔레비전 드라마 연출감독이다.

## 학력 및 경력
- KBS 프로듀서

## 드라마
| 연도 | 방송사 | 작품               | 역할 | 비고 |
| ---- | ------ | ------------------ | ---- | ---- |
| 2012 | KBS1   | 산 너머 남촌에는 2 | 연출 |      |
| 2014 | KBS2   | 천상여자           | 연출 |      |
| 2015 | KBS2   | 그래도 푸르른 날에 | 연출 |      |
| 2016 | KBS2   | 내 마음의 꽃비     | 연출 |      |
| 2018 | KBS1   | 내일도 맑음        | 연출 |      |
| 2019 | KBS2   | 우아한 모녀        | 연출 |      |
| 2022 | KBS2   | 황금 가면          | 연출 |      |